# Древние города Узбекистана
Дре́вние города́ Узбекиста́на, по мнению историков, появились вдоль проходивших через территорию страны торговых путей, в частности с Великим шёлковым путём. Данные исторические поселения выступали как центры торговли, производства и добычи металлов; их базары также играли важную экономическую и социально-культурную роль, к примеру, они являлись транспортными узлами.
Археологам известны древние города, располагавшиеся на месте современной Кашкадарьинской области: поселение Калаи-Зохаки-Марон являлось одним из политических центров кочевого народа юэчжи, города Карши и Занжир Сарай выступали в качестве резиденции ханов и столиц Чагатайского улуса.

## История
Учёные связывают возникновение наиболее древних городов Узбекистана с торговыми путями, проходившими через территорию страны в прошлом, в особенности с Великим шёлковым путём, ввиду расположения земель современного Узбекистана в центральной части Пути; в то время в Средней Азии формируются прообразы центров логистики ― караван-сараев. Города наподобие Самарканда, Термеза и пр. выступали в качестве места закупок товара купцами, следовавшими Великому шёлковому пути. Древние поселения развивались вследствие создания ирригационных систем, необходимых для ведения орошаемого земледелия; жилая застройка формировалась вокруг основных зданий и сооружений города. В XXI веке многие древние города Узбекистана являются индустриальными центрами.
В Узбекистане существует всего более 20 древних городов, к большинству из которых может быть применён термин «исторический город», обозначающий крупный населённый пункт, имеющий ценные в историческом, художественном и градостроительном отношении памятники архитектуры и природы и предоставляющий археологическую ценность культурный слой. Древние города сложились исторически, например, на основе кишлаков.

## Экономика
Древние города, располагавшиеся на территории современного Узбекистана, выступали не только в качестве центров торговли, но и развитого производства. Так, столичный регион Чач стал крупнейшей рудно-металлической областью Средней Азии в период раннего Средневековья. На территории Чача велась добыча цветных металлов, железной руды и самоцветов. Кроме того, в регионе была развита текстильная (шерстяные ткани), кожевенная (выделка кожи), оборонная (боевые луки и стрелы) и прочие промышленности.

### Базары древних городов Узбекистана
Исследователь Х. Каррара охарактеризовал базары среднеазиатских исторических городов несколькими способами. Во-первых, базары выступали в качестве узлов сосредоточения транспортной и торговой инфраструктуры. Во-вторых, они являлись местами экономического (денежного), культурного и социологического обмена между посетителями базаров и, кроме того, центрами обмена и колебания валюты. В-третьих, базары представляли собой сложную общественную систему между различными социальными ролями (продавцами, покупателями, контрабандистами, поставщиками услуг и пр.). В-четвёртых, базары были оформлены во времени.
Базары Узбекистана могут быть разнообразны и по форме, и по содержанию: они бывают крытыми с закреплённой прямоугольной формой со строгой сеточной структурой торговых рядов, также базары могут иметь округлую форму с радиально-лучевой композицией торговых рядов с разбивкой на сектора и быть покрытыми купольной конструкцией.

## Древние города Кашкадарьи

### Калаи-Зохаки-Марон
Городище Калаи-Зохаки-Марон расположено к югу от города Карши в Узбекистане. Оно имеет квадратную планировку, причём в центре города расположена цитадель, которую Раимкулов А. А. считает дворцом. Цитадель окружена тремя линиями стен, служивших для обороны поселения. Внешняя оборонительная стена не сохранилась; в её существовании сомневался исследователь археологических памятников Каршинского оазиса С. К. Кабанов, однако по данным М. Е. Массона остатки третьей стены сохранились вплоть до строительства Бухарской железной дороги. Окончательно наличие внешней стены было подтверждено в результате раскопок под руководством М. Туребекова. По мнению Туребекова, первое поселение на месте городища Калаи-Зохаки-Морон было построено скифскими племенами во II веке до н.э. Ввиду расположения данного поселения на равнине квадратная планировка города уникальна и не встречается среди других городов Согдианы. Подобная планировка и может намекать о сооружении города кочевниками. Рауимкулов, основываясь на китайских источниках и в отличие от Туребекова, считает, что поселение было основано не скифами, а народом юэчжи.
Китайские средневековые источники пишут о двух столицах юэчжи, одна из которых располагалась на севере Амударьи; её Раимкулов связывает с городом на месте Калаи-Зохаки-Марон. Данный город был построен по градостроительным обычаям, распространённым в то время в Северном Китае, Монголии и на Дальнем Востоке. Таким образом, Калаи-Зохаки-Марон может претендовать на звание первой столицы Большого Юэчжи, расположенной на землях Южной Согдианы. Во II веке до н.э. город на месте Калаи-Зохаки-Марон был оставлен юэчжи в результате переноса столицы в Пешавар. После этого поселение продолжает своё существование в виде цитадели в границах второй оборонительной стены вплоть до  арабского завоевания в XVI―XVII веках.
Калаи-Зохаки-Марон согласно Раимкулову являлся крупным городом, причём крепость-цитадель была лишь его центром, в котором проживали члены царской семьи Большого Юэчжи. Между первой и второй крепостными стенами располагались дома чиновников. Основная масса жителей населяла территорию за третьей оборонительной стеной в пространстве Каршинской степи. Данная планировка сохранялась города Монгольской империей: наступление Чингисхана на Среднюю Азию завершилось уничтожением всех прежних центров Южной Согдианы.

### Карши
Во время существования Чагатайского улуса в нижнем течении реки Кашкадарьи на расстоянии в 5,5 километров к северо-востоку от развалин Калаи-Зохаки-Марон была построена крепость Карши, ставшая резиденцией Кебек-хана и столицей Чагатайского улуса. По данным археологической экспедиции М. Е. Массона крепость Карши имела квадратную форму и была окружена оборонительной стеной, в самом центре крепости располагался дворец хана. Данный дворец опустел после смерти Кебека в 1326 году и переходу власти к его брату Тармаширину (по данным арабского путешественника Ибн Баттуты. Крепость Карши теряет статус столицы Чагатайского улуса вскоре после воцарения Бузан-хана в 1334 году, который перенёс её на территорию Илийской долины.

### Занжир Сарай
Придя ко власти, Казан-хан построил собственную резиденцию на территории Каршинской степи, получившую название «Занжир Сарай» и ставшую столицей Чагатайского улуса. Развалины Занжир Сарая были обнаружены А. А. Раимкуловым возле селения Кухнашахар в Кашкадарьинской области Узбекистана. Городище также имеет квадратную планировку, оно окружено крепостной стеной; в центре Занжир Сарая расположен плоский холм, территория между холмом и стеной не имеет признаков застройки. Раскопки холма показали, что на его месте находился дворец из жжёного кирпича. Занжир Сарай был сожжён в результате похода объединённых сил Тохтамыша и Сулеймана Суфи и больше не восстанавливался.